# Pseudowubana wagae
Pseudowubana wagae är en spindelart som först beskrevs av O. Pickard-Cambridge 1873.  Pseudowubana wagae ingår i släktet Pseudowubana och familjen täckvävarspindlar. Inga underarter finns listade i Catalogue of Life.